# 고린인

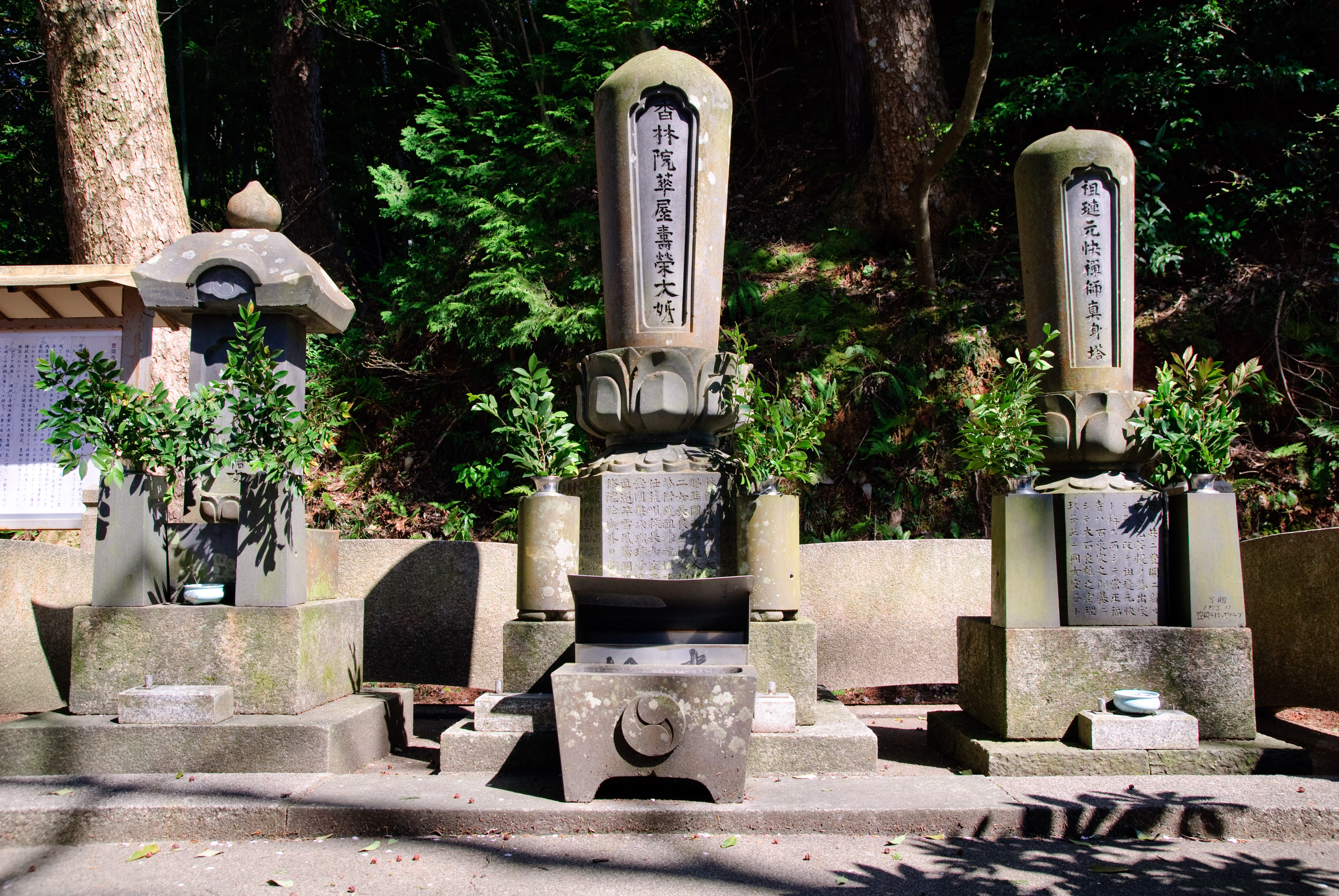
오오이시 리쿠의 유발총 (쇼후쿠지)

코우린인(일본어: 香林院 こうりんいん[*]) 리쿠(일본어: りく/理玖) (간분 9년 (1669년) - 겐분 원년 11월 19일 (1736년 12월 10일)은 에도 시대 전기의 여성이다. 아코번 가로 오오이시 요시오의 아내이다. 당시 쓰인 자칭은 아니지만, 현대에서는 오오이시 리쿠(大石りく)라고도 부르기도 한다.

## 생애
타지마국 토요오카번 쿄고쿠가의 가로 이시즈카 츠네요시의 장녀로 태어났다. 어머니는 삿사 시나노노카미 야스니시의 딸이다. 이시즈카가는 대대로 쿄고쿠가의 필두가로를 맡아, 1200석을 받는 쿄고쿠가 중 가장 명문가였다. 몸집이 컸다고 하며, 키는 6척 (180cm)였다고도 한다.
죠쿄 4년 (1687년), 하리마국 아코번 아사노가의 필두가로인 오오이시 요시오와 결혼해, 아코성 내에 있던 오오이시 저택으로 이주하였다. 겐로쿠 원년 (1688년)에 장남, 마츠노쇼 (훗날의 오오이시 요시카네), 겐로쿠 3년 (1690년)에 장녀 쿠우, 겐로쿠 4년 (1691년)에 차남 요시치요, 겐로쿠 12년 (1699년)에 차녀 루리를 낳았다. 또한, 요시오에게는 첩이 있어, 겐로쿠 14년 (1701년) 2월 17일, 첩이 낳은 딸이 4살로 요절한 것이 카가쿠지 자료에 남아있다.
같은 해 3월 14일, 에도성에서 칙사 향응역을 맡고 있던 주군 아사노 나가노리가 고가 하타모토 키라 요시히사에게 칼로 상해를 입혔고, 아사노 나가노리는 당일 할복 한 후, 아코번은 개역되었다. 5월, 아코성 개성 이후, 요시오가 개성 잔무 처리를 하는 동안 네 자녀들과 함께 한동안 타지마 토요오카의 친정으로 돌아갔으나, 이후 요시오가 야마시나에 거처를 정하자, 7월 초, 리쿠도 야마시나로 옮겨, 다시 함께 살았다. 이들 부부생활에서 리쿠는 또 한명의 아이를 가졌다. 그러나 요시오의 맹약에 가담한 동지들 사이에 밀담이 진행되는 가운데, 맹약의 처자에게도 말하지 않는다는 원칙을 지키기 위해, 겐로쿠 15년 (1702년) 4월 15일, 요시오는 맹약에 동참하기를 원했던 장남 요시카네를 제외하고, 리쿠와 다른 아이들을 다시 토요오카로 돌려보냈다. 또한 연좌되지 않도록하기 위해 배려하는 마음으로 리쿠와 절연하였다. 7월 5일에 이시즈키 가문에서 3남인 오오시이 다이사부로를 낳았다.
12월 15일, 남편 요시오와 장남 요시카네를 중심으로 한 아코 낭사들이 원수 키라 요시히사의 목을 쳐 복수를 하고, 이듬해 2월 4일 할복하였다. 남겨진 리쿠는, 요시오의 남겨진 아이를 양육했다. 장녀 쿠우와 차남 요시치요는 각각 젊은 나이에 사망했지만, 차녀 루리와 3남 다이사부로가 무사히 성장했다. 도쿠가와 쇼군 츠나요시에서 이에노부로 바뀌며, 호에이 6년 (1709년) 이에노부가 쇼군 선하를 하였다. 이에 따라 의사의 남겨진 아이들에 대한 대사면이 이루어졌다. 그래서 아키국 히로시마번의 아사노 본가가 요시오의 아들을 가신으로 원했고, 쇼토쿠 3년 (1713년) 9월에 다이사부로는 아사노 본가에 사관하러 갔다. 나중에 오반가시라(御番頭)라는 번의 직책을 맡았고, 아버지 요시오와 같은 1500석을 받았다. 차녀 루리도 히로시마번사이자 아사노 가문인 아사노 나오미치와 결혼했다.
리쿠는 출가하고, 코우린인 (香林院, 세이린인(青林院)이라고도 함)이라고 칭하고, 히로시마번으로부터 은거료로써 100석을 지급받고 있었지만, 겐분 원년 (1736년) 11월 19일에 사망했다. 향년 68세, 히로시마의 코쿠타이지에 묻혔다.